# Kickxia papillosa
Kickxia papillosa är en grobladsväxtart som beskrevs av Robert Reid Mill. Kickxia papillosa ingår i släktet spjutsporrar, och familjen grobladsväxter. Inga underarter finns listade i Catalogue of Life.